# 康皮尼昂
康皮尼昂（法語：Campugnan，法語發音：[kɑ̃pyɲɑ̃]）是法国吉伦特省的一个市镇，属于布莱区。

## 地理
康皮尼昂（45°10'39"N, 0°33'50"W）面积6.23 平方千米，位于法国新阿基坦大区吉倫特省，该省份为法国西南部沿海省份，是法國本土面积最大的省，北起滨海夏朗德省，西临大西洋，南至朗德省，东南接洛特-加龍省，东临多爾多涅省。
与康皮尼昂接壤的市镇（或旧市镇、城区）包括：雷尼亚克、卡尔特莱格、热内拉克、圣保罗、索贡。
康皮尼昂的时区为UTC+01:00、UTC+02:00（夏令时）。

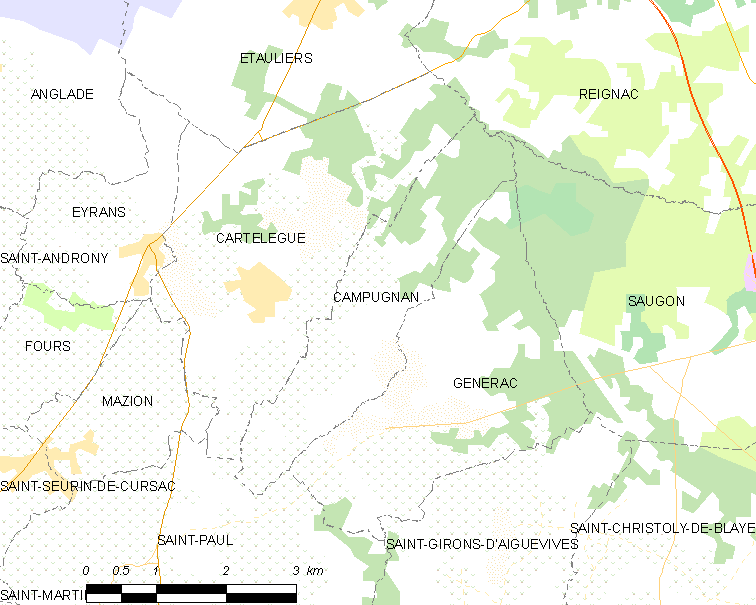
康皮尼昂的OSM定位图

## 行政
康皮尼昂的邮政编码为33390，INSEE市镇编码为33089。

## 政治
康皮尼昂所属的省级选区为河口县。

## 人口

1962-2008年间康皮尼昂人口变化图示

康皮尼昂于2022年1月1日时的人口数量为520人。